# Federico Bonetti Amendola
Federico Bonetti Amendola, nome d'arte di Federico Amendola (Roma, 10 gennaio 1950), è un compositore italiano.

## Biografia
Figlio dell'attore e organizzatore teatrale Emilio Amendola e dell'editrice d'arte Lidia Bonetti, nipote del commediografo Mario, ha compiuto parallelamente studi umanistici e musicali.
Ha composto cinque opere liriche, azioni coreografiche e balletti, song-cycles e musica strumentale per importanti istituzioni di spettacolo italiane e internazionali tra cui: Festival dei Due Mondi di Spoleto, Brighton Festival, Panatenee Pompeiane, Festival del Teatro Medievale e Rinascimentale di Anagni, Ministero Affari Esteri, Ministero per i Beni e le Attività Culturali, Rettorato di Santa Croce in Firenze, Batignano Festival, Festival Internazionale della Pace di Assisi, Università di Bari e Politecnico di Bari, Istituto Nazionale di Fisica Nucleare, Laboratorio di Tecniche Nucleari per i Beni Culturali (Firenze), Istituto Nazionale di Astrofisica (INAF), Museo Galileo di Firenze, Biblioteca Nazionale Centrale Firenze.
Per il teatro e la televisione ha collaborato come compositore, tra gli altri, con Franco Zeffirelli, Mauro Bolognini, Glauco Mauri, Mario Scaccia e Marco Baliani.
Le principali composizioni di Federico Bonetti Amendola sono edite da Rai Trade, Sonzogno, Warner Chappell Music Italiana, Bongiovanni, Multimedia San Paolo ed incise per le etichette Rai Trade, Rai Com, EMI Classics, Warner Chappell Music Italiana, Bongiovanni, Multimedia San Paolo, Aer Arts, Nodo Libri Archiviato il 20 gennaio 2021 in Internet Archive..
A partire dal 1992 assume il nome d'arte Federico Bonetti Amendola, in luogo di quello anagrafico con cui aveva firmato le prime creazioni musicali, anche per distinguersi dall'omonimo cugino Federico Amendola, direttore d'orchestra e musicologo figlio di Ferruccio Amendola e Rita Savagnone.
È fondatore e direttore artistico dell'Associazione Aer Arts.

## Opere principali
- 2024, Di cosmo e di leggerezza. Concerti di musica elettroacustica per una nuova scultura di Maria Teresa Romitelli, 67º Festival dei Due Mondi, Spoleto Palazzo Mansueti 06-13/07/2024[2]
- 2023, Voci di stelle e di un lontano altrove. Concerti di musica elettroacustica con le opere dell'artista visuale Maria Teresa Romitelli, 66º Festival dei Due Mondi, Spoleto Palazzo Mansueti 23/06-08/07/2023[3].
- 2022, L’ASTRONOMA. Omaggio a Margherita Hack. Concerto per contralto, pianoforte e attrice. Musica di Federico Bonetti Amendola, libretto di Federico Bonetti Amendola e Ilaria Innocenti. Napoli Osservatorio Astronomico di Capodimonte 15/09/2022[4][5][6], in collaborazione con INAF in occasione dei 100 anni dalla nascita di Margherita Hack; Roma, Auditorium ICBSA 01/12/2022[7]; Firenze, Osservatorio Astrofisico INAF di Arcetri 29/06/2023[8].
- 2022, Galileo…ma dove mi trasporta la passione? Concerto per contralto, pianoforte e voce narrante. Musica e libretto di Federico Bonetti Amendola con testi di Galileo Galilei. Firenze, Biblioteca Nazionale Centrale di Firenze 25/03/2022[9], con esposizione del manoscritto originale della lettera di Galileo.
- 2021, Dante in musica: canzoni e un valzer d’amore nascosto in un sonetto. Video documentario in occasione del Dantedì 25/03/2021[10] della Biblioteca Nazionale Centrale Firenze, nell'ambito del ciclo di incontri online  "Ma dimmi chi tu se’. Incontrarsi dentro e fuori la Commedia di Dante"[11] per celebrare i 700 anni dalla morte del Sommo Poeta.
- 2020, Galileo, Ricercare. Ricercare per violoncello solo. Musica di Federico Bonetti Amendola. Pagina Facebook della Biblioteca Nazionale Centrale Firenze 06/05/2020[12] [in tempo di lockdown per Covid-19, composizione musica e montaggio a Milano, registrazione della violoncellista Gözde Yaşar a Istanbul].
- 2019, Francesco e il Sultano, Racconto sinfonico per baritono, basso, voce narrante e piccola orchestra. Musica e libretto di Federico Bonetti Amendola. Cortona Chiesa di San Francesco 15/05/2019[13], nell'ambito delle celebrazioni per l’VIII centenario dell’incontro tra Francesco e il sultano Al-Malik al-Kamil, con il patrocinio del comune di Cortona e il supporto organizzativo del Centro studi frate Elia da Cortona; Roma Auditorium ICBSA, 13/10/2019[14], presentazione del CD prodotto da Aer Arts in collaborazione con ICBSA (con intervento di Franco Cardini).
- 2018, Il caffè della memoria, Scene da concerto per voce narrante e ensemble. Musica di Federico Bonetti Amendola, libretto di Federico Bonetti Amendola e Francesca Varisco, Roma Auditorium ICBSA 16/11/2018[15], in collaborazione con Centro di Cultura Ebraica di Roma.
- 2017, Galileo. Infiniti Novi Mondi, Racconto in musica per baritono, voce narrante e orchestra. Musica e libretto di Federico Bonetti Amendola. Bari, Stabilimento Tecnoacciai 17/11/2017[16] in collaborazione con Club Imprese per la Cultura di Confindustria Bari e BAT e Museo Galileo di Firenze; Napoli Osservatorio Astronomico di Capodimonte 15/02/2019[17], in collaborazione con INAF; Firenze, Museo Galileo 27/10/2023[18][19].
- 2017, L'anima mia ha colto il tuo profumo[20], Musiche da concerto per voce narrante ed ensemble. Ricercari su poesie di Yunus Emre tradotte da Giampiero Bellingeri. Roma, Auditorium ICBSA 11/05/2017. CD Aer Arts.
- 2015, Alla ricerca di Dante, Azione musicale per baritono, voce narrante e orchestra. Musica di Federico Bonetti Amendola, libretto di Federico Bonetti Amendola e Francesca Varisco, consulenza dantesca e recitativi di Claudia Di Fonzo dell'Università di Trento. Firenze, Basilica di Santa Croce 14/05/2015[21] in occasione dei 750 anni dalla nascita di Dante Alighieri; Roma Auditorium ICBSA 15/10/2015[22]; Istanbul, Teatro della Casa d’Italia dell'Istituto Italiano di Cultura di Istanbul 19/10/2015[23]; Ravenna Basilica di San Francesco 25/09/2016[24]; Milano, MAMU 30/09/2016[25]; Firenze, Archivio di Stato 10/10/2021[26][27] con il patrocinio del Comitato Nazionale Celebrazione 700 anni dalla morte di Dante Alighieri. CD Aer Arts.
- 2014, Roma Istanbul, senza scalo, Opera dell'aria e del pensiero, per voce narrante, baritono e ensemble di solisti. Musica e libretto di Federico Bonetti Amendola. Teatro della Casa d'Italia dell'Istituto Italiano di Cultura di Istanbul 20/10/2014[28].
- 2013/14, Luce nel silenzio, Musica da concerto per quartetto d'archi e percussioni. Musica di Federico Bonetti Amendola, cucita dal filo del racconto "Sogno di Manolesta" di Federico Bonetti Amendola e Francesca Varisco, liberamente ispirato alla Vocazione di San Matteo di Caravaggio. Roma, Auditorium ICBSA, 13/02/2014[29]; Cortona, Chiesa di San Filippo Neri, anteprima 29/12/2013.
- 2013, Due di lontano, Racconto musicale per due narranti ed ensemble di solisti. Musica di Federico Bonetti Amendola, libretto di Federico Bonetti Amendola e Francesca Varisco, ispirato alla Madonna dei Pellegrini di Caravaggio. Roma, Basilica S. Agostino in Campo Marzio 13/05/2013[30].
- 2013, Helias. Frate Elia da Cortona... costruttore, Racconto sinfonico per baritono, voce narrante e piccola orchestra. Musica e libretto di Federico Bonetti Amendola. Cortona, Chiesa di San Francesco 20/04/2013[31], CD Aer Arts.
- 2012, Nacque al mondo un Sole. Giotto racconta San Francesco Racconto sinfonico per baritono, attrice e piccola orchestra. Musica di Federico Bonetti Amendola, libretto di Federico Bonetti Amendola e Francesca Varisco, ispirato al ciclo di affreschi di Giotto nella Cappella Bardi di Santa Croce. Firenze, Basilica di Santa Croce 05/10/2012[32], CD Aer Arts.
- 2011/12, Musica per "Amedeo Guillet. Un grande italiano per due nazioni". Musica di Federico Bonetti Amendola per il film documento su Amedeo Guillet, scritto e diretto da Ascanio Guerriero[33].
- 2011, La leggenda della Croce, Azione musicale per voce narrante e piccola orchestra. Musica e libretto di Federico Bonetti Amendola, ispirato al ciclo di affreschi su La leggenda della Vera Croce, dipinti da Agnolo Gaddi nella Cappella Maggiore in Santa Croce a Firenze 03/05/2011[34]. CD Aer Arts.
- 2010, Il racconto dei pastori. Storia di un tempo sospeso. Cantata per voce recitante e piccola orchestra. Musica di Federico Bonetti Amendola, testi di Gerardo Monizza, in "Fabio Cani, Gerardo Monizza, Como e il viaggio dei Re Magi. Storia, mito e leggenda". Como, Basilica di San Fedele[35]. CD NodoLibri.
- 2010, Il Sogno di Galileo (versione 2010), Azione musicale per baritono, pianoforte e quartetto d'archi e voce narrante. Musica di Federico Bonetti Amendola, libretto di Adam Pollock e Federico Bonetti Amendola. Firenze, Saloncino del Teatro della Pergola 21/03/2010[36]; Arcetri (FI), nella casa di Galileo Villa “Il Gioiello”, conferenza stampa e anteprima (baritono e pianoforte) 14/01/2010[37].
- 2009, Il Sogno di Galileo (versione 2009), Azione musicale per baritono, orchestra e voce narrante. Musica di Federico Bonetti Amendola, libretto di Adam Pollock e Federico Bonetti Amendola. Bari, San Nicola 29/09/2009[38], su commissione del Comitato Organizzatore del XCV Convegno della Società Italiana di Fisica (Università di Bari e Politecnico di Bari); Helsinki, Centro Heureka, in collaborazione con IIC Helsinki 22/10/2009[39]; . Edizioni musicali e CD Rai Trade / Aer Artis.
- 2009, EsseFrattoTiAlQuadrato, Suite strumentale, Edizioni musicali Rai Trade, Roma, sala concerti SPMT 08/05/2009.
- 2009, Mandragola Soundtrack[40], Soundtrack per DVD, CINES Paolo Emilio Persiani Editore, DVD, Cines Paolo Emilio Persiani Editore.
- 2008, Cissa. Suoni dell'Atlantide Istriana, Opera subacquea, Libretto di Federico Bonetti Amendola, Rovinj (Croazia), Chiesa di San Francesco 05/07/2008[41], Commissione del Festival di Musica Barocca di Rovigno BaRoMus2008 in collaborazione con Istituto Italiano di Cultura di Zagabria.
- 2007, Il Sogno di Galileo. Serata per un nobile fiorentino, Azione musicale, Libretto di Federico Bonetti Amendola, Edizioni musicali e CD Rai Trade, Firenze, Santa Croce 26/10/2007[42], Commissione del Rettorato di Santa Croce in Firenze.
- 2006, Natura Mundi et Animae/Amor Sacro. Amor profano, Azione musicale in due parti, Libretto di Ilaria Innocenti, Edizioni musicali e CD Rai Trade, Firenze, Santa Croce 18/11/2006; Vienna, Minoritenkirche 19/04/2007[43], Commissione del Rettorato di Santa Croce in Firenze; Istituto Italiano di Cultura di Vienna.
- 2005, I Fioretti di San Francesco, Oratorio in tre serate, Testi della Tradizione Francescana, Edizioni musicali e CD Rai Trade / AOA, Firenze, Cenacolo di Santa Croce 20-21-22/10/2005, Commissione della Provincia Toscana dei Frati Minori Conventuali.
- 2004, Elia. Pietra su pietra, Racconto musicale in nove scene, Libretto di Nanne Zamperini, Edizioni musicali e CD Rai Trade / AOA, Cortona, Teatro Signorelli 06/11/2004, Commissione della Provincia Toscana dei Frati Minori Conventuali in collaborazione con il Comune di Cortona.
- 2004, Il Sogno di Galileo, Suite strumentale, Edizioni musicali e CD Rai Trade, Roma, Palazzo Altemps, Museo Nazionale Romano 30/12/2004, in collaborazione con Ministero per i Beni e le Attività Culturali e Soprintendenza Archeologica di Roma; Rovigno (Croazia), Festival di Musica Barocca, in collaborazione con Istituto Italiano di Cultura di Zagabria 05/07/2007[44].
- 2004, La mandragola, Musica di scena, Edizioni musicali Rai Trade, Tournée italiana in teatro, Commissione della Compagnia teatrale Mario Scaccia.
- 2003, L'Uomo dalla lunga ombra, Azione musicale coreografica, Libretto di Federico Bonetti Amendola, Melfi, Rassegna ” Certe Sere” 10/07/2003, Commissione del Comune di Melfi.
- 2002, Saluton al Vi, doktoro Esperanto, Suite vocale e strumentale, Testi di Zamenhof, CD Federazione Esperantista Italiana, Ancona, Teatro delle Muse 13/12/02, Premio Zamenhof / Federazione Esperantista Italiana.
- 2002, L'uomo e l'allodola, Song cycle, Testi Francescani, Assisi, Basilica Superiore di S.Francesco 07/09/2002, Commissione del VII Festival Internazionale della Pace Assisi 2002.
- 2002, Il volo del falcone, Azione musicale coreografica, Libretto di Federico Bonetti Amendola, coreografia di Giorgio Rossi, Anagni, 14/07/2002, Commissione del Festival del Teatro Medievale e Rinascimentale di Anagni.
- 2001, Natura Mundi, Azione musicale coreografica, Libretto di Nanne Zamperini, coreografia di Joseph Fontano, Edizioni musicali Rai Trade, Torino, Teatro Nuovo autunno 2001, Commissione della Fondazione del Teatro Nuovo di Torino.
- 2001, Ad naturam, Song cycle, Assisi, Sala Grande del Comune 31/08/2001, Commissione del VI Festival Internazionale per la Pace Assisi 2001.
- 2000, Historiae Ars Musica, CD (8 volumi), Edizioni musicali e CD Rai Trade.
- 2000, Icone, Song cycle, Libretto di Nanne Zamperini, Edizioni musicali Rai Trade, Milano, Accademia di Belle Arti di Brera 07/04/2000, Commissione dell'Accademia di Belle Arti di Brera.
- 1999, Francesco. A testa in giù[45], Musica di scena e per la televisione, Drammaturgia di Marco Baliani e Felice Cappa, Edizioni musicali Rai Trade, Assisi, Sagrato della Basilica Superiore di San Francesco 23/12/1999 (diretta TV su RAIDUE e diretta radio su RADIOTRE), Commissione di RAIDUE e Casa degli Alfieri.
- 1999, Pergolèse. Apparizioni di un mito, Opera lirica in due parti, Libretto di Nanne Zamperini, Jesi, Teatro Pergolesi 04/06/1999, Commissione del Comune di Jesi per il Bicentenario del Teatro Pergolesi.
- 1999, Ifigenia in Aulide, Adattamento teatrale e partitura musicale, Spoleto, Teatro Sala Frau 03-07/07/1999, Commissione di ATDC / Festival dei Due Mondi Spoleto '99.
- 1999, Cieli d'attesa[46], Cantata, Libretto di Massimo Franciosa, Edizioni musicali cnt.it, Assisi, Basilica Inferiore di San Francesco 04/01/1999 (e diretta internet), Commissione del Sacro Convento di Assisi.
- 1998, Lama di luce nel buio...[47], Song cycle, Testi di AAVV, Londra, Istituto Italiano di Cultura 07/051998, Commissione dell'Istituto Italiano di Cultura di Londra.
- 1998, Mirrors of love, Song cycle, Liriche di Edward James, Edizioni musicali CP Music, Brighton, Royal Pavilion 05/05/1998, Commissione del Brighton Festival '98.
- 1997, Light & Darkness, CD, Edizioni musicali e CD Warner Chappell Music Italiana,
- 1997, L'Ombra, Opera lirica in un atto, Libretto di Massimo Franciosa da Andersen, Edizioni musicali Sonzogno, Batignano, Chiostro del Convento di Santa Croce 10/08/1997, Commissione del Festival "Musica nel Chiostro" '97.
- 1996, Missa innocentium, Messa per soprano, coro e orchestra, Testi sacri, Edizioni musicali e CD Multimedia San Paolo, Assisi, Basilica Superiore 14/04/1996, Commissione del Sacro Convento di Assisi per il cinquantenario della fondazione UNICEF.
- 1996, Trasparenza, Balletto, Coreografia di Joseph Fontano, Edizioni musicali Sonzogno, Roma, Villa Celimontana luglio 1996, Commissione della Fondazione del Teatro Nuovo di Torino.
- 1995, I Giganti della Montagna, Opera lirica in tre atti, Libretto di Massimo Franciosa da Pirandello, Batignano, Convento di Santa Croce 15/07/1995, Commissione del Festival "Musica nel Chiostro" ‘95.
- 1994, Paysages, CD, Edizioni musicali e CD Warner Chappell Music Italiana.
- 1994, Otello, Balletto in due parti, Coreografia di Fabrizio Monteverde, Edizioni musicali Sonzogno, CD EMI Classics, Jesi, Teatro Pergolesi 21/10/1994, Commissione del Balletto di Toscana, Firenze.
- 1993, Ricercari, CD, con Daniele Patumi, Edizioni musicali e CD Bongiovanni.
- 1993, Age of memories, CD, Edizioni musicali e CD Warner Chappell Music Italiana.
- 1993, Lucrezia Borgia, Musica di scena e per la televisione, Edizioni musicali Warner Chappell Music Italiana, Roma, Sala Borromini settembre 1993, Commissione delle Panatenee / RAIDUE.
- 1992, Apparso il mare… Memorie di un Viaggio in Italia, Opera lirica in tre atti, Libretto di Massimo Franciosa e Federico Bonetti Amendola, Edizioni musicali EMI Music, CD EMI Classics, Anacapri, Teatro Panatenee 14/09/1992, Commissione delle Panatenee.
- 1991, Green Planet, Azione musicale coreografica, Testi di Francesco Pullia e Alessandro Amendola, coreografia di Fabio Vannozzi, Edizioni musicali e CD Bongiovanni, Spoleto, Chiesa di San Nicolò 13/07/1991, Commissione del Festival dei Due Mondi / Agenzia Spaziale Italiana
- 1990, Sogno di una notte di mezza estate, Musica di scena, Tournée italiana in teatro, Commissione della Compagnia teatrale Pagliai-Gassmann.
- 1990, Concerto Planetario, Cantata, Testi di AAVV, Spoleto, Chiesa di San Nicolò 14/07/1990, Commissione dell'Agenzia Spaziale Italiana.
- 1989, I Giganti della Montagna, Musica di scena e per la televisione, Agrigento, Valle dei Templi agosto 1989, Commissione delle Panatenee / RAIUNO.
- 1987, Voyages Sequenze e interludi, Azione musicale coreografica, Coreografia di Fabio Vannozzi, Roma, Casino dell'Aurora Pallavicini novembre 1987, Commissione del Convegno Arte/Scienza sul Dimensionalismo.
- 1985, Pulsar 0833-45: a sound track, Suite elettro-acustica, CD Universi FBN, Roma, Aula magna dell'Università "La Sapienza" 21/06/1985, Commissione del IV Marcel Grossmann Meeting di Astrofisica.
- 1985, Così è (se vi pare), Musica di scena e per la televisione, Edizioni musicali Rai Trade, Tournée italiana in teatro, Commissione della Compagnia teatrale Franco Zeffirelli / RAIUNO.
- 1982, Edipo re – Edipo a Colono, Musica di scena, Tournée italiana in teatro, Commissione della Compagnia teatrale Glauco Mauri.